# Chromis triacantha
Chromis triacantha és una espècie de peix de la família dels pomacèntrids i de l'ordre dels perciformes.